# Marcilly-sur-Tille
Marcilly-sur-Tille település Franciaországban, Côte-d’Or megyében. Lakosainak száma 1734 fő (2022. január 1.). Marcilly-sur-Tille Crécey-sur-Tille, Gemeaux, Til-Châtel, Chaignay és Is-sur-Tille községekkel határos.

## Népesség
A település népességének változása:
| Lakosok száma | 733  | 1350 | 1403 | 1485 | 1684 | 1663 | 1666 | 1688 | 1713 | 1734 |
|               | 1968 | 1982 | 1990 | 2006 | 2013 | 2015 | 2017 | 2019 | 2020 | 2022 |